# Estisch voetbalelftal in 2015
Het Estisch voetbalelftal speelde in totaal tien officiële interlands in het jaar 2015, waaronder zes wedstrijden in de kwalificatiereeks voor de EK-eindronde 2016 in Frankrijk. De ploeg stond onder leiding van de Zweed Magnus Pehrsson, de opvolger van de eind 2013 opgestapte Tarmo Rüütli. Op de in 1993 geïntroduceerde FIFA-wereldranglijst zakte Estland in 2015 van de 83ste (januari 2015) naar de 93ste plaats (december 2015).

## Balans
| Wedstrijden | Wedstrijden | Wedstrijden | Wedstrijden | Doelpunten | Doelpunten | Doelpunten | Punten |
| Gespeeld    | Winst       | Gelijk      | Verlies     | Voor       | Tegen      | Saldo      | Punten |
| ----------- | ----------- | ----------- | ----------- | ---------- | ---------- | ---------- | ------ |
| 10          | 5           | 1           | 4           | 12         | 8          | +4         | 1.100  |

## Interlands
|                                                             |                                                       |       |         |                                                                                 |
| 27 maart EK-kwalificatie № 403 «onderlinge duels» 20:45 uur | Zwitserland                                           | 3 – 0 | Estland | Swissporarena, Luzern Toeschouwers: 14.500 Scheidsrechter: Danny Makkelie (NED) |
| 27 maart EK-kwalificatie № 403 «onderlinge duels» 20:45 uur | Fabian Schär 17' Granit Xhaka 27' Haris Seferovic 80' |       |         | Swissporarena, Luzern Toeschouwers: 14.500 Scheidsrechter: Danny Makkelie (NED) |

|                                                     |                          |       |                   |                                                                                     |
| 31 maart Vriendschappelijk № 404 «onderlinge duels» | Estland                  | 1 – 1 | IJsland           | A. Le Coq Arena, Tallinn Toeschouwers: 5.334 Scheidsrechter: Andris Treimanis (LAT) |
| 31 maart Vriendschappelijk № 404 «onderlinge duels» | Konstantin Vassiljev 55' |       | 9' Rúrik Gíslason | A. Le Coq Arena, Tallinn Toeschouwers: 5.334 Scheidsrechter: Andris Treimanis (LAT) |

|                                                   |         |                             |         |                                                                              |
| 9 juni Vriendschappelijk № 405 «onderlinge duels» | Finland | 0 – 2                       | Estland | Veritasstadion, Turku Toeschouwers: 6.107 Scheidsrechter: Jakob Kehlet (DEN) |
| 9 juni Vriendschappelijk № 405 «onderlinge duels» |         | 28' Ats Purje 57' Ats Purje |         | Veritasstadion, Turku Toeschouwers: 6.107 Scheidsrechter: Jakob Kehlet (DEN) |

|                                                            |                                     |       |            |                                                                                  |
| 14 juni EK-kwalificatie № 406 «onderlinge duels» 18:00 uur | Estland                             | 2 – 0 | San Marino | A. Le Coq Arena, Tallinn Toeschouwers: 6.131 Scheidsrechter: Ivan Kružliak (SVK) |
| 14 juni EK-kwalificatie № 406 «onderlinge duels» 18:00 uur | Sergei Zenjov 35' Sergei Zenjov 63' |       |            | A. Le Coq Arena, Tallinn Toeschouwers: 6.131 Scheidsrechter: Ivan Kružliak (SVK) |

|                                                                |                          |       |          |                                                                                   |
| 5 september EK-kwalificatie № 407 «onderlinge duels» 18:00 uur | Estland                  | 1 – 0 | Litouwen | A. Le Coq Arena, Tallinn Toeschouwers: 6.621 Scheidsrechter: Oliver Drachta (AUT) |
| 5 september EK-kwalificatie № 407 «onderlinge duels» 18:00 uur | Konstantin Vassiljev 71' |       |          | A. Le Coq Arena, Tallinn Toeschouwers: 6.621 Scheidsrechter: Oliver Drachta (AUT) |

|                                                                |                  |       |         |                                                                                                |
| 8 september EK-kwalificatie № 408 «onderlinge duels» 20:45 uur | Slovenië         | 1 – 0 | Estland | Ljudski vrt-stadion, Maribor Toeschouwers: 6.068 Scheidsrechter: Anastasios Sidiropoulos (GRE) |
| 8 september EK-kwalificatie № 408 «onderlinge duels» 20:45 uur | Robert Berić 63' |       |         | Ljudski vrt-stadion, Maribor Toeschouwers: 6.068 Scheidsrechter: Anastasios Sidiropoulos (GRE) |

|                                                              |                                      |       |         |                                                                               |
| 9 oktober EK-kwalificatie № 409 «onderlinge duels» 20:45 uur | Engeland                             | 2 – 0 | Estland | Wembley Stadium, Londen Toeschouwers: 75.427 Scheidsrechter: István Vad (HUN) |
| 9 oktober EK-kwalificatie № 409 «onderlinge duels» 20:45 uur | Theo Walcott 45' Raheem Sterling 85' |       |         | Wembley Stadium, Londen Toeschouwers: 75.427 Scheidsrechter: István Vad (HUN) |

|                                                               |         |                            |             |                                                                                   |
| 12 oktober EK-kwalificatie № 410 «onderlinge duels» 20:45 uur | Estland | 0 – 1                      | Zwitserland | A. Le Coq Arena, Tallinn Toeschouwers: 7.304 Scheidsrechter: Pol van Boekel (NED) |
| 12 oktober EK-kwalificatie № 410 «onderlinge duels» 20:45 uur |         | 90+4' (e.d.) Ragnar Klavan |             | A. Le Coq Arena, Tallinn Toeschouwers: 7.304 Scheidsrechter: Pol van Boekel (NED) |

|                                                                  |                                                |       |         |                                                                                    |
| 11 november Vriendschappelijk № 411 «onderlinge duels» 18:00 uur | Estland                                        | 3 – 0 | Georgië | A. Le Coq Arena, Tallinn Toeschouwers: 2.266 Scheidsrechter: Raymond Crangle (NIR) |
| 11 november Vriendschappelijk № 411 «onderlinge duels» 18:00 uur | Ats Purje 61' Artur Pikk 65' Maksim Gussev 88' |       |         | A. Le Coq Arena, Tallinn Toeschouwers: 2.266 Scheidsrechter: Raymond Crangle (NIR) |

|                                                        |                                                           |       |                      |                                                                                  |
| 17 november Vriendschappelijk № 412 «onderlinge duels» | Estland                                                   | 3 – 0 | Saint Kitts en Nevis | A. Le Coq Arena, Tallinn Toeschouwers: 1.902 Scheidsrechter: Petur Reinert (FAR) |
| 17 november Vriendschappelijk № 412 «onderlinge duels» | Ilja Antonov 29' Konstantin Vassiljev 49' Sander Puri 57' |       |                      | A. Le Coq Arena, Tallinn Toeschouwers: 1.902 Scheidsrechter: Petur Reinert (FAR) |

## FIFA-wereldranglijst
| JAN | FEB | MAR | APR | MEI | JUN | JUL | AUG | SEP | OKT | NOV | DEC |
| --- | --- | --- | --- | --- | --- | --- | --- | --- | --- | --- | --- |
| 83  | 85  | 87  | 93  | 93  | 91  | 82  | 78  | 80  | 87  | 90  | 93  |

## Hõbepall
Sinds 1995 reiken Estische voetbaljournalisten, verenigd in de Eesti Jalgpalliajakirjanike Klubi, jaarlijks een prijs uit aan een speler van de nationale ploeg die het mooiste doelpunt maakt. In 2015 ging de Zilveren Bal (Hõbepall) naar middenvelder Sander Puri voor zijn treffer in de 57ste minuut (3-0) in het vriendschappelijke thuisduel tegen Saint Kitts en Nevis (3-0), gemaakt op 17 november. 

## Statistieken
| Mihkel Aksalu        | 1984-11-07 | SJK Seinäjoki         | 7 | 0 | 0 | 21  | 0  |
| Sergei Pareiko       | 1977-01-31 | Levadia Tallinn       | 2 | 1 | 0 | 65  | 0  |
| Pavel Londak         | 1980-05-14 | FK Bodø/Glimt         | 1 | 0 | 0 | 26  | 0  |
| Verdediging          |            |                       |   |   |   |     |    |
| Ken Kallaste         | 1988-08-31 | Górnik Zabrze         | 9 | 1 | 0 | 22  | 0  |
| Ragnar Klavan        | 1985-10-30 | FC Augsburg           | 9 | 0 | 0 | 109 | 3  |
| Karol Mets           | 1993-05-16 | Viking Stavanger      | 9 | 0 | 0 | 23  | 0  |
| Enar Jääger          | 1984-11-18 | Vålerenga IF          | 8 | 0 | 0 | 120 | 0  |
| Artur Pikk           | 1993-03-05 | Levadia Tallinn       | 7 | 0 | 1 | 10  | 1  |
| Taijo Teniste        | 1988-01-31 | Sogndal Fotball       | 7 | 0 | 0 | 42  | 0  |
| Nikita Baranov       | 1992-08-19 | Flora Tallinn         | 2 | 0 | 0 | 2   | 0  |
| Markus Jürgenson     | 1987-09-09 | Flora Tallinn         | 2 | 0 | 0 | 6   | 0  |
| Raio Piiroja         | 1979-07-11 |                       | 1 | 0 | 0 | 114 | 9  |
| Middenveld           |            |                       |   |   |   |     |    |
| Konstantin Vassiljev | 1984-08-16 | Jagiellonia Białystok | 9 | 1 | 3 | 86  | 22 |
| Aleksandr Dmitrijev  | 1982-02-18 | FC Infonet            | 8 | 1 | 0 | 98  | 0  |
| Ats Purje            | 1985-08-03 | JK Nõmme Kalju        | 7 | 2 | 3 | 57  | 8  |
| Joel Lindpere        | 1981-10-05 | JK Nõmme Kalju        | 4 | 4 | 0 | 103 | 7  |
| Ilja Antonov         | 1992-12-05 | Levadia Tallinn       | 3 | 3 | 1 | 21  | 1  |
| Sander Puri          | 1988-05-07 | Sligo Rovers          | 2 | 4 | 1 | 63  | 4  |
| Gert Kams            | 1985-05-25 | Flora Tallinn         | 1 | 3 | 0 | 41  | 1  |
| Dmitri Kruglov       | 1984-05-24 | Levadia Tallinn       | 1 | 3 | 0 | 100 | 3  |
| Maksim Gussev        | 1994-07-20 | Flora Tallinn         | 0 | 3 | 1 | 3   | 1  |
| Rauno Sappinen       | 1996-01-23 | Flora Tallinn         | 0 | 2 | 0 | 2   | 0  |
| Andre Frolov         | 1988-04-18 | Flora Tallinn         | 0 | 1 | 0 | 2   | 0  |
| Andreas Raudsepp     | 1993-03-26 | Levadia Tallinn       | 0 | 1 | 0 | 2   | 0  |
| Aanval               |            |                       |   |   |   |     |    |
| Sergei Zenjov        | 1989-04-20 | Qäbälä PFK            | 7 | 1 | 2 | 48  | 9  |
| Rauno Alliku         | 1990-03-02 | Flora Tallinn         | 3 | 1 | 0 | 8   | 0  |
| Henri Anier          | 1990-12-17 | Dundee United         | 1 | 1 | 0 | 23  | 6  |
| Siim Luts            | 1989-03-12 | Levadia Tallinn       | 0 | 4 | 0 | 24  | 1  |
| Ingemar Teever       | 1983-02-24 | Levadia Tallinn       | 0 | 2 | 0 | 30  | 4  |
| Henrik Ojamaa        | 1991-05-20 | Swindon Town          | 0 | 1 | 0 | 23  | 0  |

EJL · A-internationals · Bondscoaches · Statistieken · Estisch vrouwenelftal · Olympisch elftal · Estland U21 · Estland U20 · Estland U19 · Estland U18 · Estland U17 · Estland U16
1920 – 1929 ·
1930 – 1939 ·
1940 – 1949 ·
1950 – 1990 · 
1990 – 1999 ·
2000 – 2009 ·
2010 – 2019 ·
2020 − 2029
OS 1924
1920 ·
1921 ·
1922 ·
1923 ·
1924 ·
1925 ·
1926 ·
1927 ·
1928 ·
1929 · 
1930 · 
1931 · 
1932 · 
1933 · 
1934 · 
1935 · 
1936 · 
1937 · 
1938 · 
1939 · 
1940 · 
1941 · 
1942 · 
1943 · 1944 · 
1945 · 
1946 · 
1947 · 
1948 · 
1949 · 
1950 – 1990 · 
1991 · 
1992 · 
1993 · 
1994 · 
1995 · 
1996 · 
1997 · 
1998 · 
1999 · 
2000 · 
2001 · 
2002 · 
2003 · 
2004 · 
2005 · 
2006 · 
2007 · 
2008 · 
2009 · 
2010 · 
2011 · 
2012 · 
2013 · 
2014 · 
2015 · 
2016 ·
2017 ·
2018 ·
2019 ·
2020
Albanië ·
Andorra ·
Angola ·
Antigua en Barbuda ·
Argentinië ·
Armenië ·
Azerbeidzjan ·
België ·
Bosnië-Herzegovina ·
Brazilië ·
Bulgarije ·
Canada ·
Chili ·
China ·
Cyprus ·
Denemarken ·
Duitsland ·
Ecuador ·
Egypte ·
El Salvador ·
Engeland ·
Equatoriaal-Guinea ·
Faeröer ·
Fiji ·
Filipijnen ·
Finland ·
Frankrijk ·
Georgië · 
Gibraltar ·
Griekenland ·
Hongarije ·
Hongkong ·
Ierland ·
IJsland ·
Indonesië ·
Irak ·
Israël ·
Italië ·
Jordanië ·
Kazachstan ·
Kirgizië ·
Kroatië ·
Letland ·
Libanon ·
Liechtenstein ·
Litouwen ·
Luxemburg ·
Malta ·
Marokko ·
Mexico ·
Moldavië ·
Montenegro ·
Nederland ·
Nieuw-Caledonië ·
Nieuw-Zeeland ·
Noord-Ierland ·
Noord-Macedonië ·
Noorwegen ·
Oekraïne ·
Oezbekistan ·
Oman ·
Oostenrijk ·
Polen ·
Portugal ·
Qatar ·
Roemenië ·
Rusland ·
Saint Kitts en Nevis ·
San Marino ·
Saoedi-Arabië ·
Schotland ·
Servië ·
Slovenië ·
Slowakije · 
Spanje ·
Tadzjikistan ·
Thailand ·
Trinidad en Tobago ·
Tsjechië ·
Turkije ·
Turkmenistan ·
Uruguay ·
Vanuatu ·
Venezuela ·
Verenigde Arabische Emiraten ·
Verenigde Staten ·
Vietnam ·
Wales ·
Wit-Rusland ·
Zweden ·
Zwitserland